# Nexirue
Nexirue est une voie de Metz en Moselle, dans la région Grand Est. Comme d'autres odonymes de l'est de la France, « Nexirue » s'emploie avec la préposition « en » : par exemple, « l'hôtel de Gargan est situé en Nexirue ».

## Situation et accès
La rue se situe dans Metz-Centre, faisant la jonction entre la rue du Palais, la rue Poncelet et la rue Pierre Hardie.

## Origine du nom
Ce nom proviendrait de Nexere ou Nexare qui signifie « faire mourir » ou « donner la mort » en latin.

## Historique
D'origine romaine, un lieu d'exécutions criminelles existait vraisemblablement au 26 rue du Palais.
La rue était dénommée Neccirue en 1221.
La rue a été élargie au XVIIIe siècle à chaque extrémité. 

## Bâtiments remarquables et lieux de mémoire
- Hôtel de Gargan : construction du XVe siècle de style gothique faisant l’objet d’une inscription au titre des monuments historiques depuis le 3 octobre 1929[3].
- Immeuble no 22 : transformé en 1853 par l’architecte André Muel, les pierres sont sculptées par Nicolas Humbert[4].

## Galerie

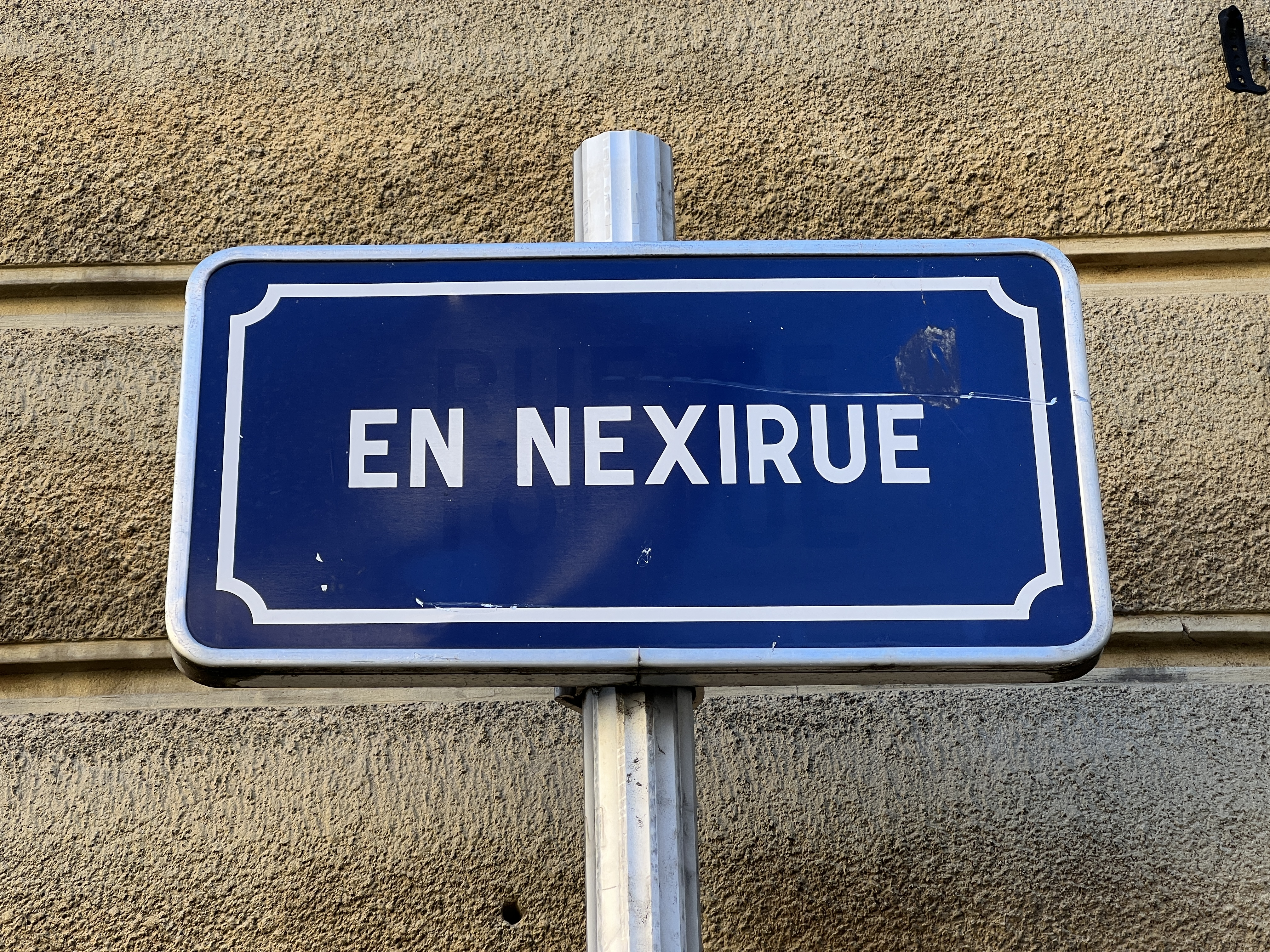
Plaque.
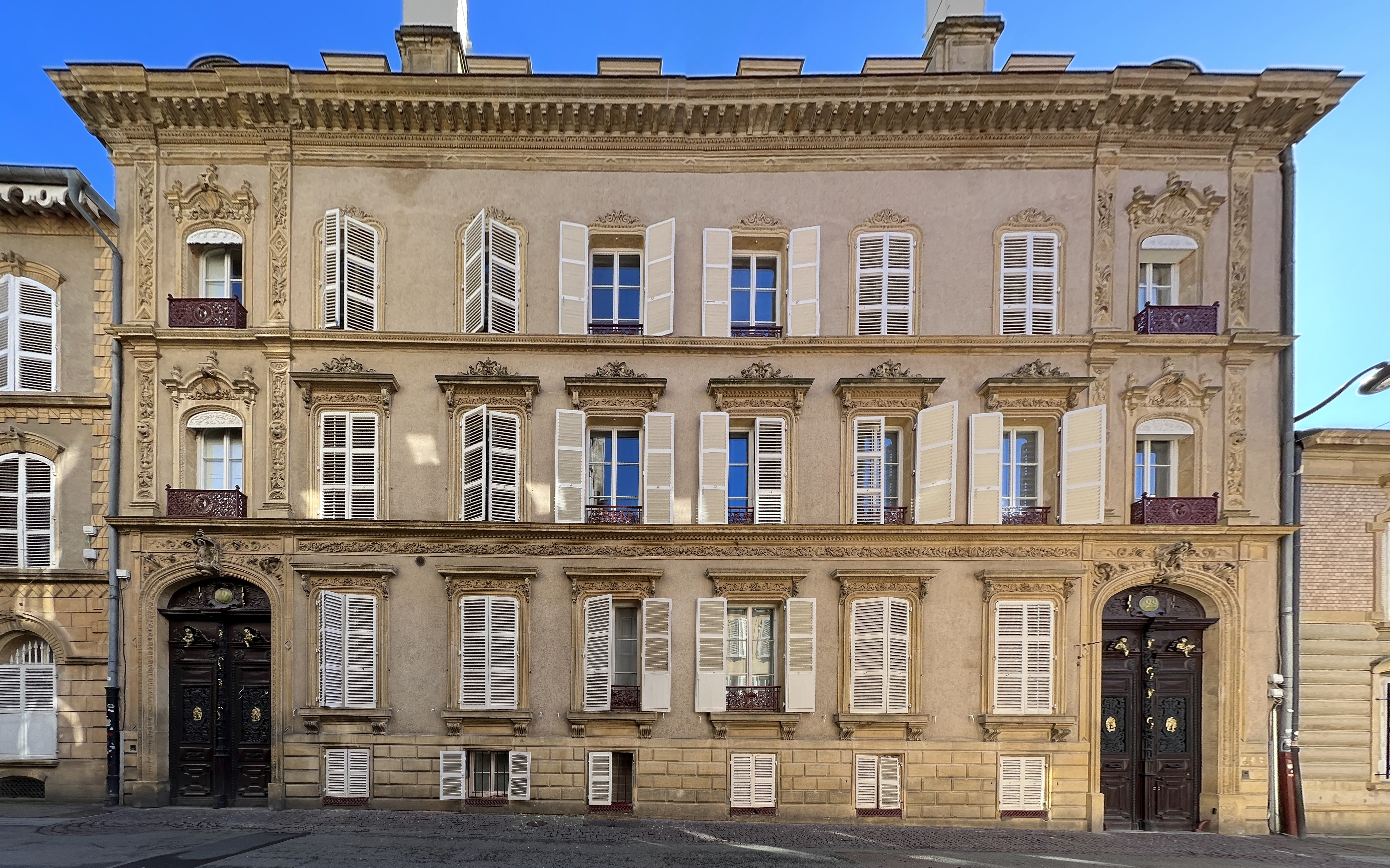
Immeuble no 22.
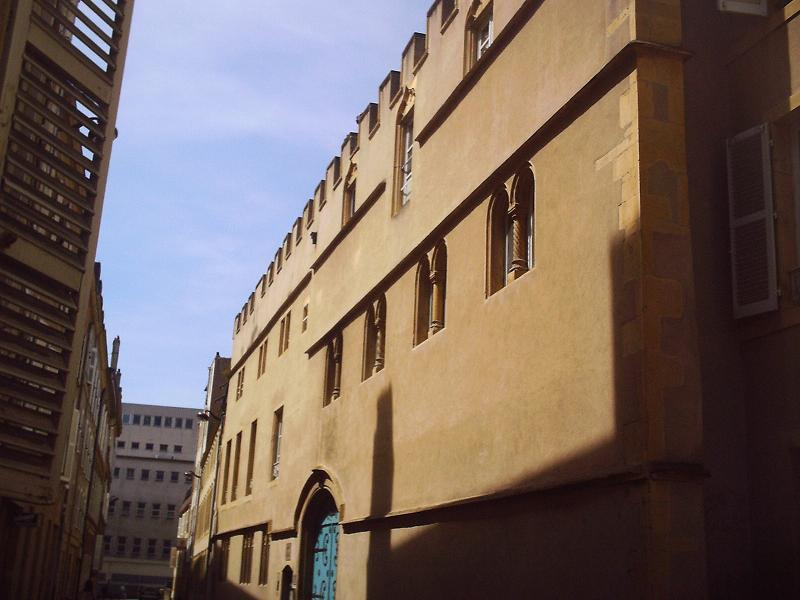
Hôtel de Gargan.